# Dimensione frattale

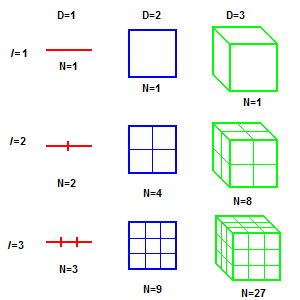
Fig.(1) Definizione di dimensione, partendo da un oggetto unitario.

In geometria frattale la dimensione frattale, spesso indicata con D è una quantità statistica che dà un'indicazione di quanto completo appare un frattale per riempire lo spazio. La definizione di dimensione frattale non è unica, infatti vi sono diverse specifiche definizioni. Le più importanti sono la dimensione di Hausdorff, la dimensione di Minkowski-Bouligand, la dimensione di Rényi e la dimensione packing. In pratica viene spesso usato il conteggio del numero di box (box counting) per la sua semplice implementazione.

## Definizioni

Fig.(2) Costruzione del triangolo di Sierpinski

Esistono due metodi per generare una struttura frattale. Il primo è ingrandire un oggetto unitario (vedi figura 1) e il secondo è costruire la sotto sequenza di divisione della struttura originale (vedi figura 2). In questo articolo si seguirà la seconda procedura.
Se si prende un oggetto unitario con dimensione lineare pari a 1 nella dimensione euclidea {\displaystyle D}, e riduciamo la sua dimensione lineare di un fattore {\displaystyle 1/l} in ogni direzione spaziale, esso prende un numero pari a {\displaystyle N=l^{D}} di oggetti simili, per ricostruire l'oggetto originale (vedi figura 1).
La dimensione frattale è quindi definita da:
{\displaystyle D={\frac {\log N(l)}{\log l}}}
(dove il logaritmo può essere di qualsiasi base) è ancora uguale alla sua dimensione topologica ed euclidea. Applicando l'equazione precedente alla struttura frattale, si può ottenere la dimensione frattale di tale struttura:
{\displaystyle D=\lim _{\varepsilon \rightarrow 0}{\frac {\log N(\varepsilon )}{\log {\frac {1}{\varepsilon }}}}}
dove {\displaystyle N}(ε) indica la similarità della struttura lineare ε che serve per ricoprire l'intera struttura.
Ad esempio, la dimensione frattale del triangolo di Sierpinski rappresentato in figura 2, è dato da:
{\displaystyle D=\lim _{\varepsilon \rightarrow 0}{\frac {\log N(\varepsilon )}{\log \left({\frac {1}{\varepsilon }}\right)}}=\lim _{k\rightarrow \infty }{\frac {\log 3^{k}}{\log 2^{k}}}={\frac {\log 3}{\log 2}}\approx 1.585.}